# 梨泰院駅
梨泰院駅（イテウォンえき）は、大韓民国ソウル特別市龍山区梨泰院洞にある、ソウル交通公社6号線の駅。駅番号は630。

## 歴史
当駅を含む、梨泰院駅から薬水駅間の4駅は、2000年12月15日に鷹岩駅 - 上月谷駅間が開通した際に一斉に開業する予定であったが、工事を担当していた信和建設の倒産によって工事が遅延され、完成まで無停車・通過していた。
- 2001年3月9日 - ソウル特別市都市鉄道公社（当時）6号線の駅として開業。
- 2017年5月31日 - ソウル特別市都市鉄道公社とソウルメトロが統合され、ソウル交通公社の駅となる。

## 駅構造

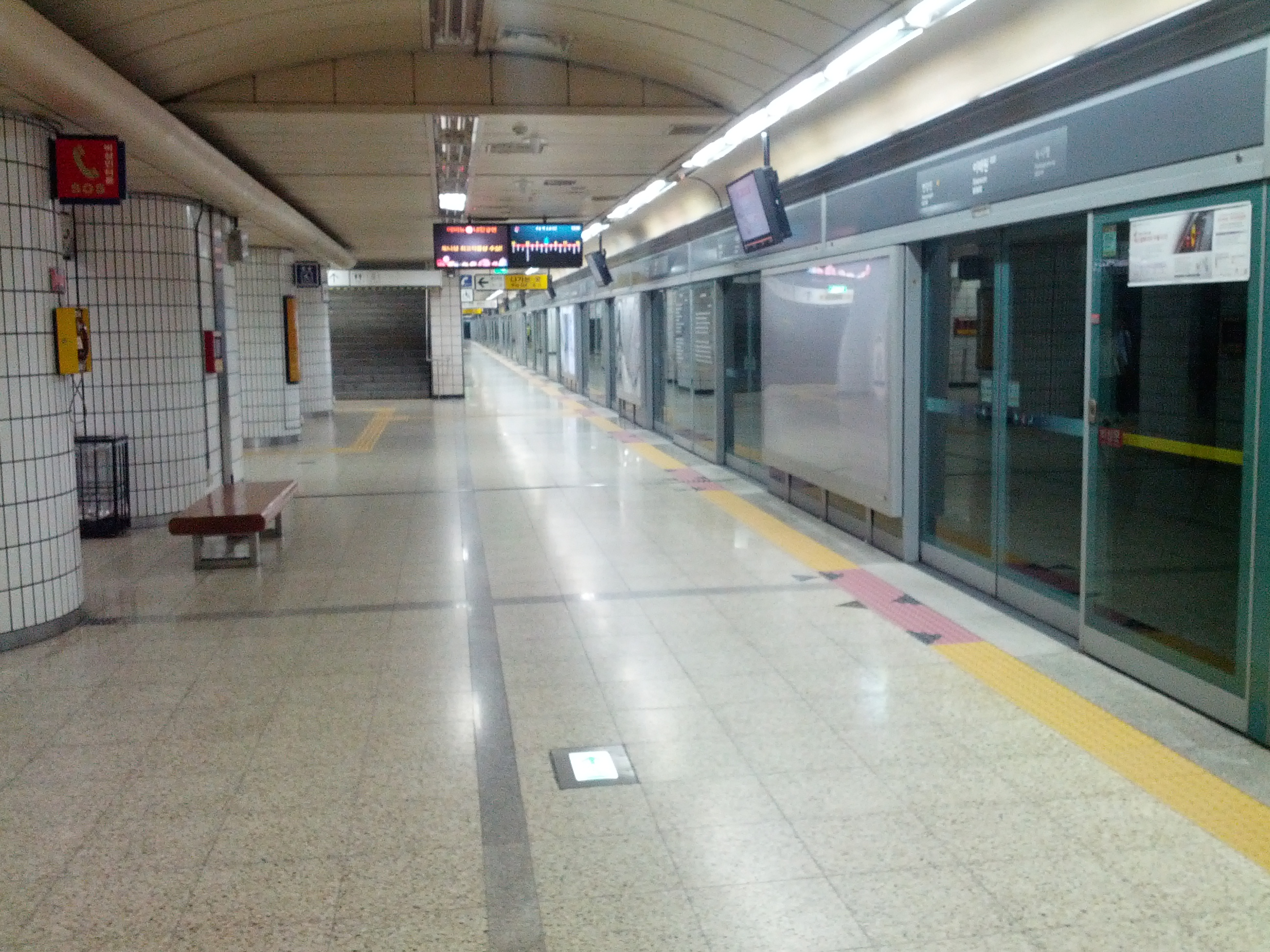
ホーム

島式ホーム1面2線の地下駅で、ホームは地下5階にある。エレベータ完備。出口は4番まである。

### のりば
案内上ののりば番号は設定されていない。
| 上り | 6号線 | 三角地・孔徳・デジタルメディアシティ・鷹岩方面 |
| 下り | 6号線 | 薬水・東廟前・石渓・新内方面                   |

## 利用状況
近年の一日平均利用人員推移は下記のとおり。なお、2001年は開業日の3月9日から12月31日までの298日間の平均である。
| 路線  | 路線     | 2000年 | 2001年 | 2002年 | 2003年 | 2004年 | 2005年 | 2006年 | 2007年 | 2008年 | 2009年 | 出典  |
| ----- | -------- | ------ | ------ | ------ | ------ | ------ | ------ | ------ | ------ | ------ | ------ | ----- |
| 6号線 | 乗車人員 | 未開通 | 8,107  | 9,864  | 10,275 | 10,948 | 10,658 | 10,718 | 11,173 | 11,784 | 11,996 | [ 2 ] |
| 6号線 | 降車人員 | 未開通 | 8,501  | 10,415 | 10,892 | 11,543 | 11,277 | 11,384 | 11,935 | 12,683 | 13,117 | [ 2 ] |
| 6号線 | 乗降人員 | 未開通 | 16,608 | 20,279 | 21,167 | 22,491 | 21,935 | 22,102 | 23,108 | 24,467 | 25,112 | [ 2 ] |
| 路線  | 路線     | 2010年 | 2011年 | 2012年 | 2013年 | 2014年 | 2015年 |        |        |        |        | [ 2 ] |
| 6号線 | 乗車人員 | 12,224 | 13,323 | 14,256 | 14,882 | 16,567 | 16,190 |        |        |        |        | [ 2 ] |
| 6号線 | 降車人員 | 13,384 | 14,674 | 15,784 | 16,576 | 18,593 | 18,404 |        |        |        |        | [ 2 ] |
| 6号線 | 乗降人員 | 25,608 | 27,996 | 30,041 | 31,458 | 35,160 | 34,594 |        |        |        |        | [ 2 ] |

## 駅周辺
- ソウル普光初等学校（朝鮮語版）
- ソウル中央聖院（朝鮮語版）
- 梨泰院市場
- 韓国ポリテク1大学（朝鮮語版） ジョンスキャンパス
- ドリームエンターテインメント（朝鮮語版）
- 在韓ジョージア大使館
- 在韓ガーナ大使館
- 在韓ガボン大使館
- 在韓アルジェリア大使館（朝鮮語版）
- 在韓シエラレオネ大使館
- 在韓フィリピン大使館
- 在韓ウクライナ大使館
- 在韓ベルギー大使館
- 在韓ラオス大使館
- 在韓スイス大使館
- 在韓タイ王国大使館（朝鮮語版）
- 在韓ケニア大使館
- YMCエンターテインメント（朝鮮語版）
- 梨泰院119安全センター
- ハミルトンホテル
- 普光洞（朝鮮語版）
- 漢南洞（朝鮮語版）
- 新韓銀行梨泰院支店
- 梨泰院1洞事務所

## 隣の駅
ソウル交通公社
 6号線
緑莎坪駅 (629) - 梨泰院駅 (630) - 漢江鎮駅 (631)